# Bjerkøya
Bjerkøya är en ö och en tidigare tätort i Holmestrands kommun i Vestfold fylke i sydöstra Norge. Ön med orten ligger i Oslofjorden, söder om fylkesväg 319 mellan Sande och Svelvik, till vilken det finns en fast broförbindelse.
Tidigare har ön och orten tillhört dåvarande Sande kommun.
Sedan 2013 räknas orten inte längre som en tätort.